# Отто Фінкон
Отто Фінкон (нім. Otto Vincon; 23 січня 1906 — 13 квітня 1945) — німецький офіцер, майор резерву вермахту (1 березня 1944). Кавалер Лицарського хреста Залізного хреста з дубовим листям.

## Біографія
В 1924 році вступив в 13-й піхотний полк, в 1936 вийшов у відставку в званні оберфельдфебеля. В серпні 1939 року призваний в армію та зарахований в 6-у роту 470-го піхотного полку 260-ї піхотної дивізії. Учасник Французької кампанії. З початку 1941 року — командир 5-ї роти свого полку. З червня 1941 року брав участь в Німецько-радянській війні, відзначився у боях під Серпуховом та Москвою, а з березня 1942 по вересень 1943 року — під Юхновом та на південний захід від Вязьми. З осені 1943 року виконував обов'язки командира 1-го батальйону 460-го гренадерського полку. Відзначився у боях під Могильовом та Оршею, а також у Мінському котлі, де командував збірною бойовою групою та зміг прорватися до своїх. З кінця жовтня 1944 року — командир 466-го гренадерського полку 257-ї народно-гренадерської дивізії. Його дивізія була розбита в районі Карлсруе. Зник безвісти.

## Нагороди
- Залізний хрест
  - 2-го класу (19 березня 1940)
  - 1-го класу (1 серпня 1941)
- Штурмовий піхотний знак в сріблі
- Нагрудний знак «За поранення» в сріблі
- Німецький хрест в золоті (3 серпня 1942)
- Лицарський хрест Залізного хреста з дубовим листям
  - лицарський хрест (3 грудня 1943)
  - дубове листя (№128; 5 лютого 1945)
- Нагрудний знак ближнього бою в золоті (8 січня 1945)